# Plutonismo

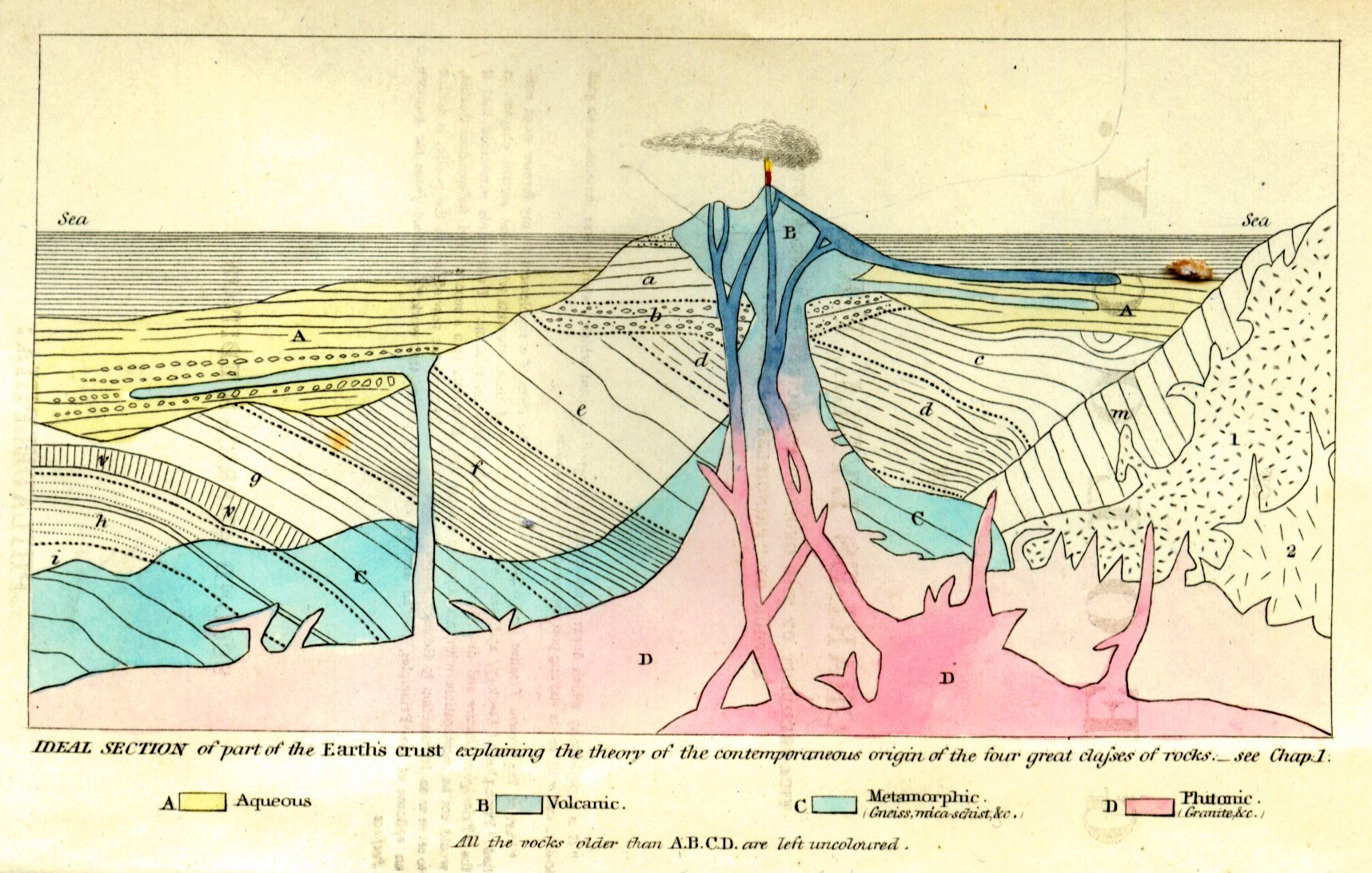
Frontispicio del libro de Charles Lyell Principios de Geología, donde se aprecia la influencia del plutonismo.

El plutonismo es la teoría geológica propuesta por James Hutton a finales del siglo XVIII, que definía la generación de rocas como resultado de procesos volcánicos.
La teoría recibió su nombre del dios romano Plutón. El plutonismo gozó de cierta aceptación entre la comunidad científica, desacreditando al neptunismo de Abraham Gottlob Werner, quien defendía el origen submarino de las rocas mediante sedimentación.
Los partidarios del plutonismo eran en lo científico completamente opuestos a los del neptunismo: Estos defendían la formación submarina de minerales y el concepto de un «océano universal», que aquellos negaban; los plutonistas, de hecho, negaban la idea de que el agua pudiese producir efecto alguno sobre el mineral.

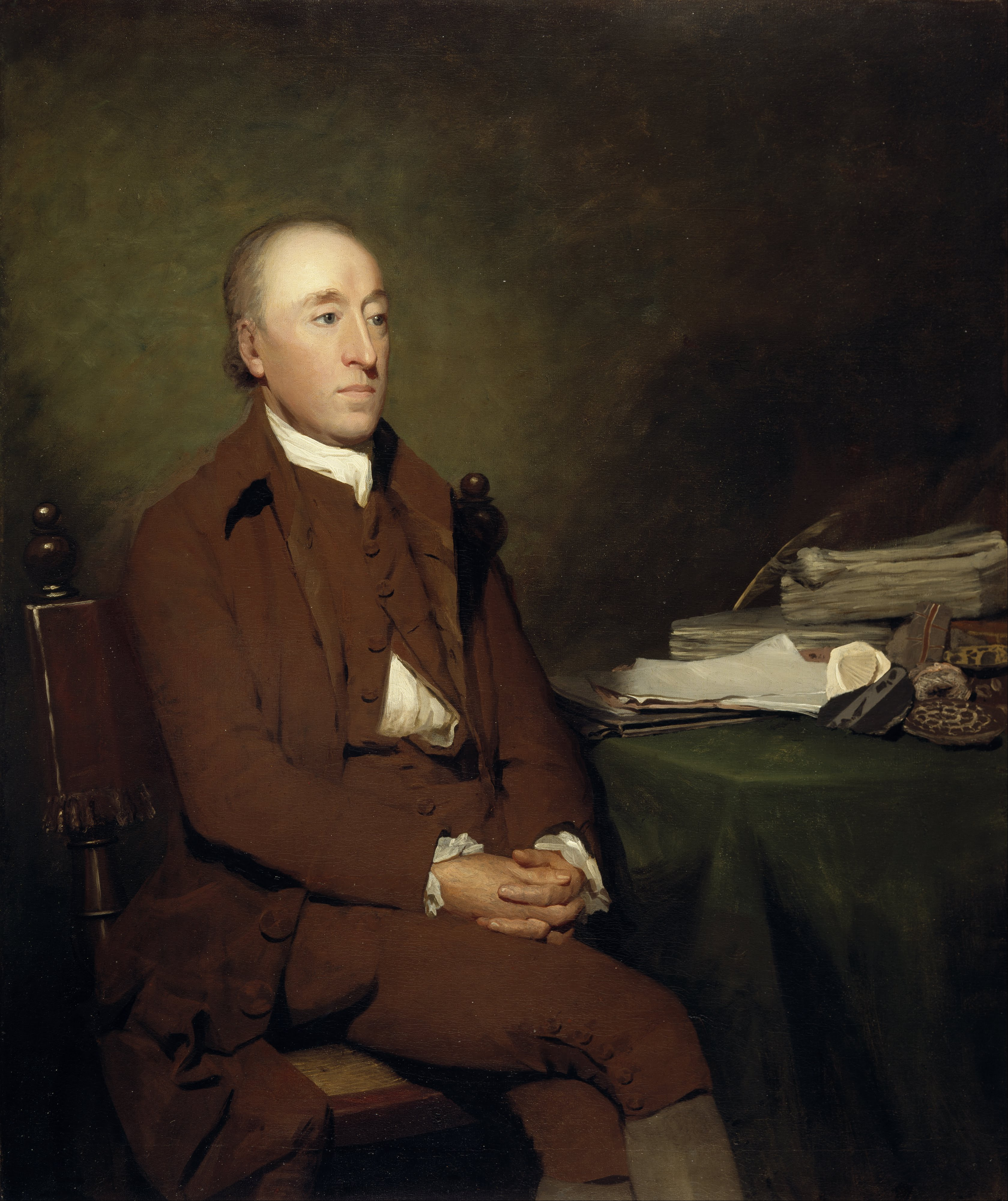
James Hutton creador de la teoría del plutonismo.

La teoría, por tanto, resultó tremendamente polémica, principalmente porque negaba implícitamente el concepto del Diluvio Universal, y por tanto la validez histórica de los textos bíblicos. Así, cuando en 1788 la Royal Society Transactions de Edimburgo publicó la teoría, James Hutton fue acusado de ateísmo. Algunos autores han señalado que quizás fuese precisamente lo contrario: La teoría de Hutton se basaba en parte en la convicción de un orden natural equilibrado. Para Hutton, el proceso de erosión y destrucción de material geológico superficial había necesariamente de verse correspondido por un proceso análogo de generación de nuevos materiales. Este proceso sólo podía producirse en el núcleo terrestre a muy elevadas temperaturas, que eran las responsables de las elevaciones del terreno, movimiento de tierras, etc. 
Pero la notable tensión entre neptunistas y plutonistas tenía un segundo aspecto de confrontación: el tiempo geológico. Los partidarios del neptunismo -entre los que se contaban científicos del prestigio de Alexander von Humboldt- admitían la certeza histórica de la narración del Génesis; y su datación del mundo rondaba los 6.000 años. Los plutonistas, por el contrario, no sólo negaban la validez histórica del diluvio sino que consideraban los procesos geológicos como un fenómeno mucho más lento. Entonces se acuñó el término edad geológica, para definir los amplios márgenes de tiempo necesarios para cualquier fenómeno geológico. Este nuevo concepto se conocería como uniformismo, y se basaba sencillamente en que los procesos geológicos que habían intervenido en épocas muy remotas seguían actuando en el presente.
La perspectiva de este «envejecimiento» del mundo resultaba una idea chocante para la sociedad de la época, que sólo pudo asimilarla progresivamente, tal como indican las siguientes referencias:
- En 1778, Buffon afirma que la Tierra es un fragmento del Sol en enfriamiento, su edad es de 74.000 años;
- En 1830 Lyell fecha la edad de la Tierra -en una obra que influyó sobre Darwin- en algunos millones de años;
- a mediados del siglo XIX, Lord Kelvin estima que el planeta tiene unos 100 millones de años.

En los albores del siglo XX esta estimación había subido hasta los 1.500 millones de años, y para cuando Arthur Holmes descubrió la datación geológica mediante radiación, esta cifra se disparó hasta 4.500 millones de años, que es la que se considera en la geología contemporánea.
Tanto el plutonismo como el neptunismo se consideran actualmente posturas extremistas y obsoletas. Los geólogos contemporáneos han definido tres procesos de generación de roca: ígneo, sedimentario y metamórfico.